# Bogusław Kożusznik

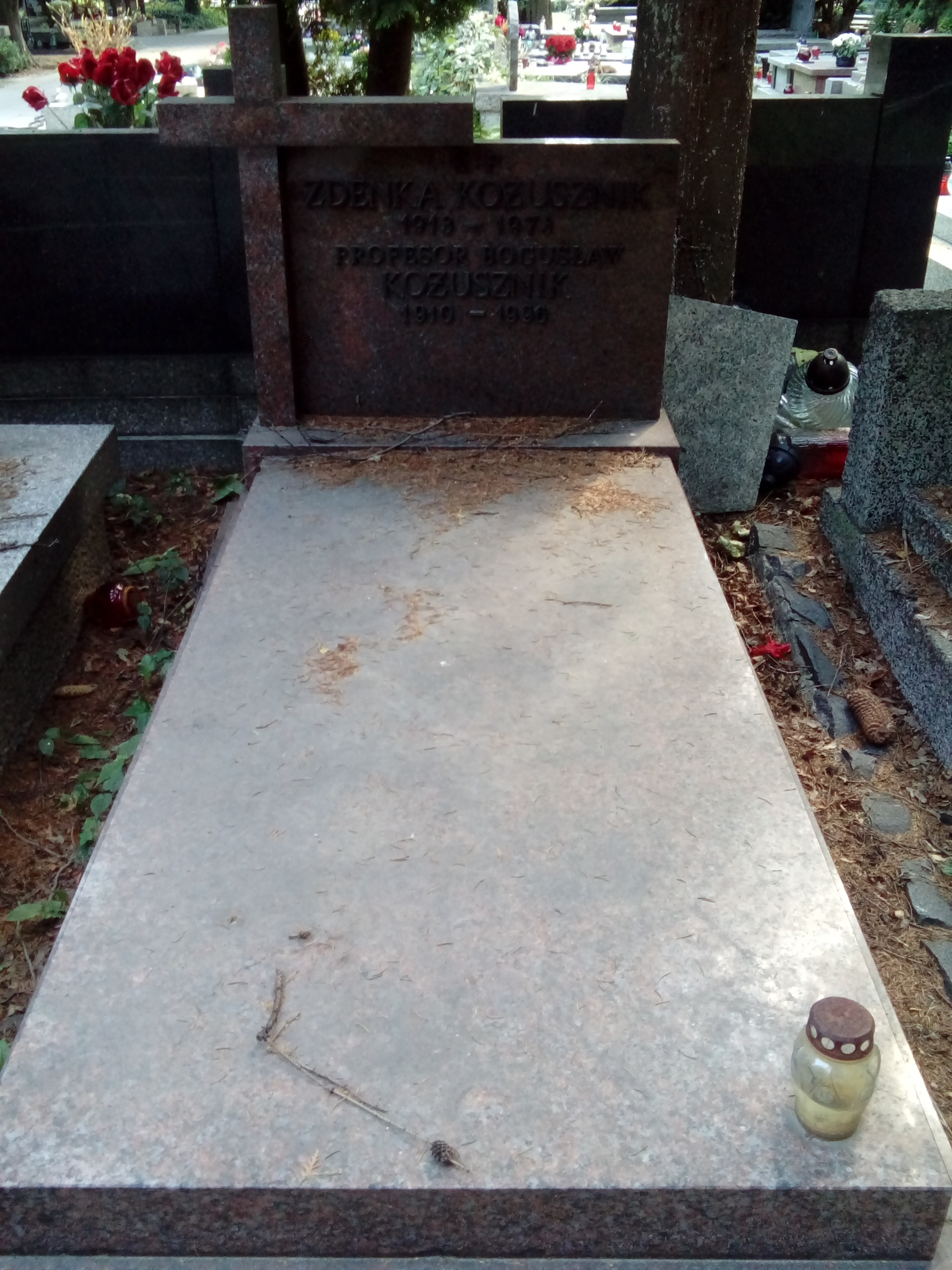
Grób Bogusława Kożusznika na Cmentarzu Wojskowym na Powązkach

Bogusław Kożusznik (ur. 29 stycznia 1910 w Suchej Dolnej, zm. 9 lipca 1996 w Warszawie) – polski lekarz, profesor medycyny, działacz polityczny i społeczny.

## Życiorys
Urodzony na Zaolziu, ukończył medycynę w Wydziale Lekarskim Uniwersytetu Karola w Pradze. W 1935 uzyskał stopień doktora, a w 1965 tytuł profesora.
Do 1939 pracował w szpitalu górniczym w Petrzkowicach (dzielnica Ostrawy). Następnie pełnił funkcje dyrektora szpitala zakaźnego w Karwinie. Po włączeniu Zaolzia do Polski występował w obronie lekarzy narodowości czeskiej urodzonych na tych ziemiach, którym nakazano je opuścić w ciągu 48 godzin.
Podczas II wojny światowej był ochotnikiem w Wojsku Polskim. Po klęsce kampanii wrześniowej przez Litwę, Łotwę, Szwecję, Norwegię i Anglię dotarł do Francji, gdzie w Wojsku Polskim pełnił funkcję lekarza poborowego. Następnie razem z Wojskiem Polskim przedostał się do Wielkiej Brytanii, gdzie współtworzył rządową administrację polską na uchodźstwie (był m.in. naczelnikiem wydziału zdrowia w Ministerstwie Pracy i Opieki Społecznej oraz lekarzem naczelnym Polskiej Marynarki Handlowej z siedzibą w Londynie). W 1945 wrócił do Polski i włączył się w tworzenie struktur służby zdrowia (zwłaszcza inspekcji sanitarnej). Dzięki niemu do Polski po raz pierwszy sprowadzono w tym czasie znaczne ilości penicyliny.
Od czerwca do ok. września 1946 kierował Wojewódzkim Komitetem PPS w Gdańsku.
Wiceminister zdrowia (1946–1959), poseł na Sejm Ustawodawczy z ramienia PPS i PZPR (1947–1952), Główny Inspektor Sanitarny Polski (1955–1959). Został pierwszym dyrektorem Studium Doskonalenia Lekarzy, wcześniej był jego współtwórcą. W latach 1971–1977 pełnił funkcję dyrektora Studium Medycyny Społecznej w Centrum Medycznym Kształcenia Podyplomowego w Warszawie.
Uczestniczył z ramienia Polski w pracach powołujących do życia Światową Organizację Zdrowia WHO (wziął udział w inauguracyjnym posiedzeniu i uczestniczył przez lata w jej pracach). W latach 1948–1951 był członkiem Rady Zarządzającej tej organizacji. Przez 20 lat był też przewodniczącym Polskiego Komitetu Współpracy z Funduszem Narodów Zjednoczonych na rzecz Dzieci (UNICEF), a w latach 1957–1979 wiceprzewodniczącym Rady Zarządzającej UNICEF.
Był ponadto działaczem Państwowej Rady do spraw Pokojowego Wykorzystania Energii Jądrowej oraz prezesem Rady Naczelnej Polskiego Komitetu Pomocy Społecznej i Towarzystwa Sztuk Pięknych oraz przewodniczącym Społecznego Komitetu Zwalczania Palenia tytoniu. Był członkiem m.in. Polskiego Towarzystwa Medycyny Społecznej, którego był prezesem w latach 1964–1977 i prezesem honorowym od 1977. W latach 1962–1979 pełnił funkcję redaktora naczelnego czasopisma „Zdrowie Publiczne”, od 1971 do 1977 należał do komitetu redakcyjnego „International Journal of Health Survey”.
Autor i współautor ponad 200 publikacji oraz promotor 6 prac doktorskich. Autor 94 haseł do Wielkiej Encyklopedii Powszechnej PWN.
Pochowany w Warszawie na Cmentarzu Wojskowym na Powązkach (kwatera A33-5-9).

## Odznaczenia
- Krzyż Komandorski Orderu Odrodzenia Polski
- Medal Komisji Edukacji Narodowej
- Odznaka „Zasłużony Nauczyciel PRL”
- Order Lwa Białego II i III klasy (Czechosłowacja)
- Medal Claude Bernard (Francja)
- Medal Ribeiro Snnches (Portugalia)
- Medal UNICEF